# Maasdriel

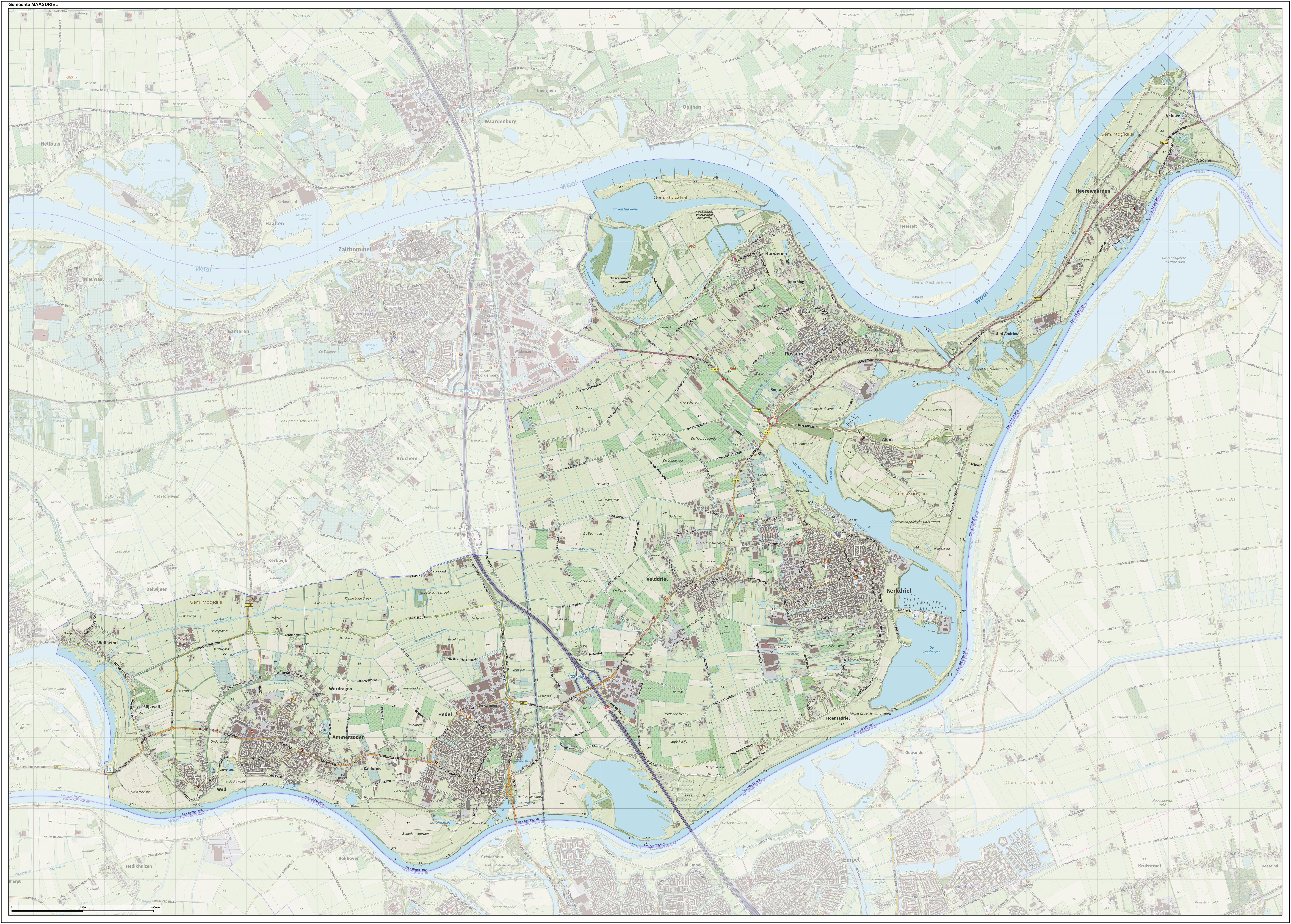
Topografische gemeentekaart van Maasdriel, december 2017

Maasdriel (uitspraakⓘ) is een gemeente in het zuiden van de Nederlandse provincie Gelderland. De naam van de gemeente was tot 1 augustus 1944 Driel, maar werd door de Duitse bezetter veranderd in Maasdriel om verwarring met Driel bij Heteren te voorkomen.

## Kernen
De gemeente bestaat uit elf kernen: Alem, Ammerzoden, Hedel, Heerewaarden, Hoenzadriel, Hurwenen, Kerkdriel, Rossum, Velddriel, Well en Wellseind.
Daarnaast telt de gemeente nog een aantal buurtschappen, te weten: Berm, Californië, Doorning, Hoorzik, Rome, Sint Andries, Slijkwell, Veluwe, Voorne en Wordragen.
Tot 1999 behoorden alleen de dorpen Kerkdriel (gemeentehuis), Velddriel, Hoenzadriel en Alem tot Maasdriel. Dat jaar gingen de gemeenten Ammerzoden, Hedel, Rossum, Heerewaarden en het oude Maasdriel op in de nieuwe fusiegemeente. Eerder, op 1 januari 1958, werd Alem (vanwege de kanalisatie van de Maas in 1935) overgeheveld van de Noord-Brabantse gemeente Alem, Maren en Kessel naar het Gelderse Maasdriel, waarbij Maren en Kessel naar Lith gingen. De voormalige gemeente Lith is inmiddels opgeheven en bij Oss gevoegd.

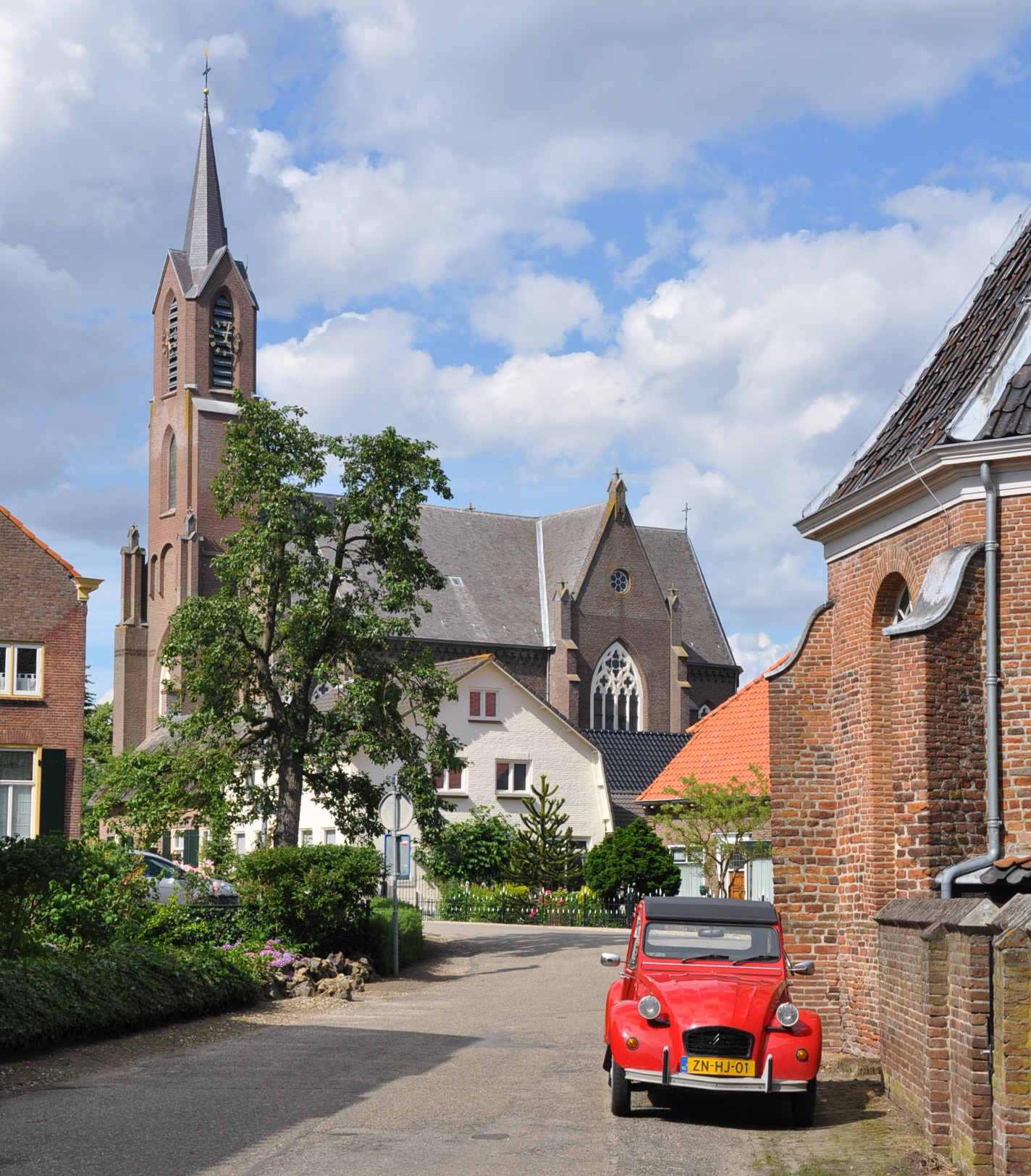
Alem, een van de 11 kernen van Maasdriel
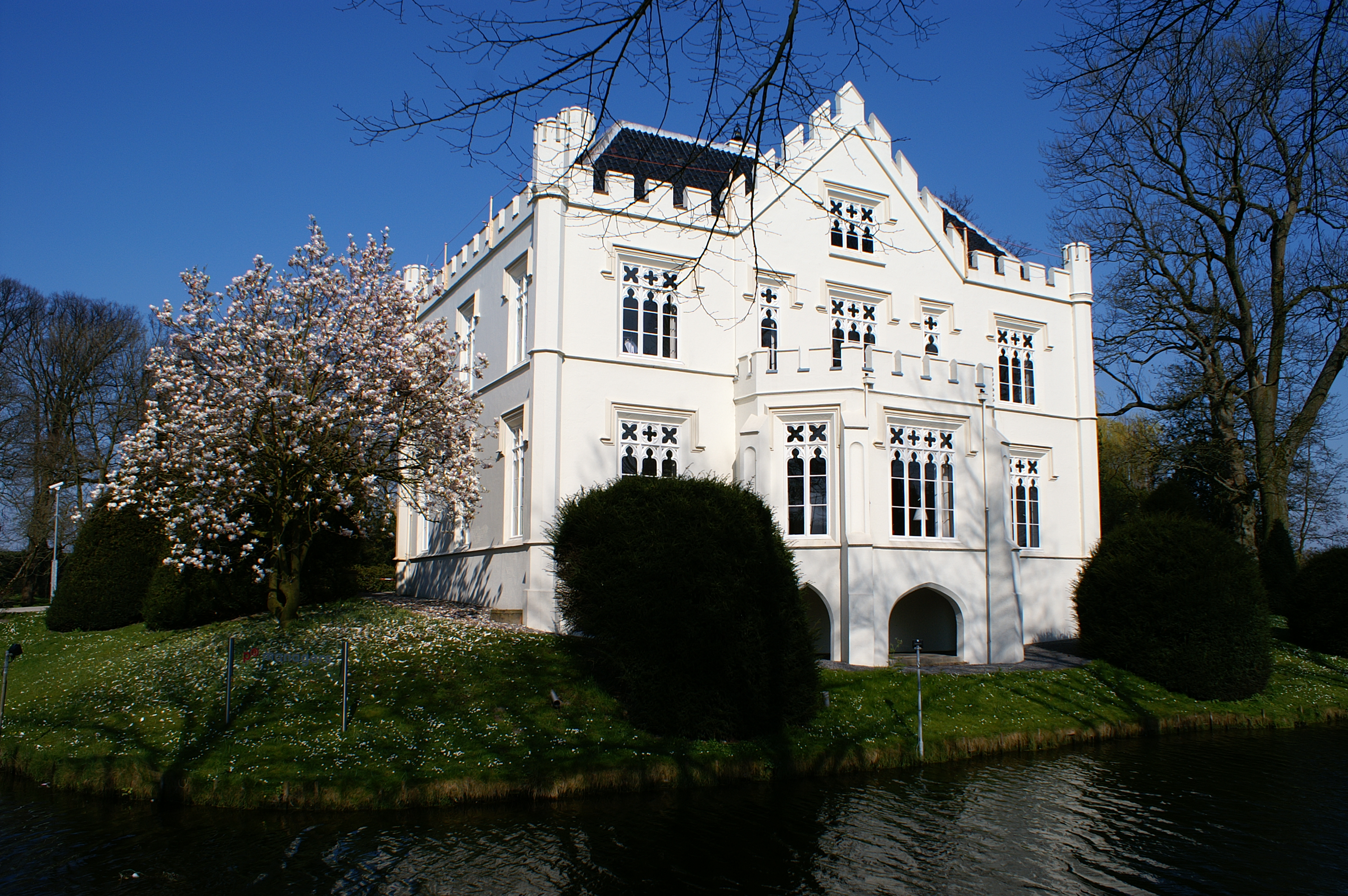
Kasteel Rossum
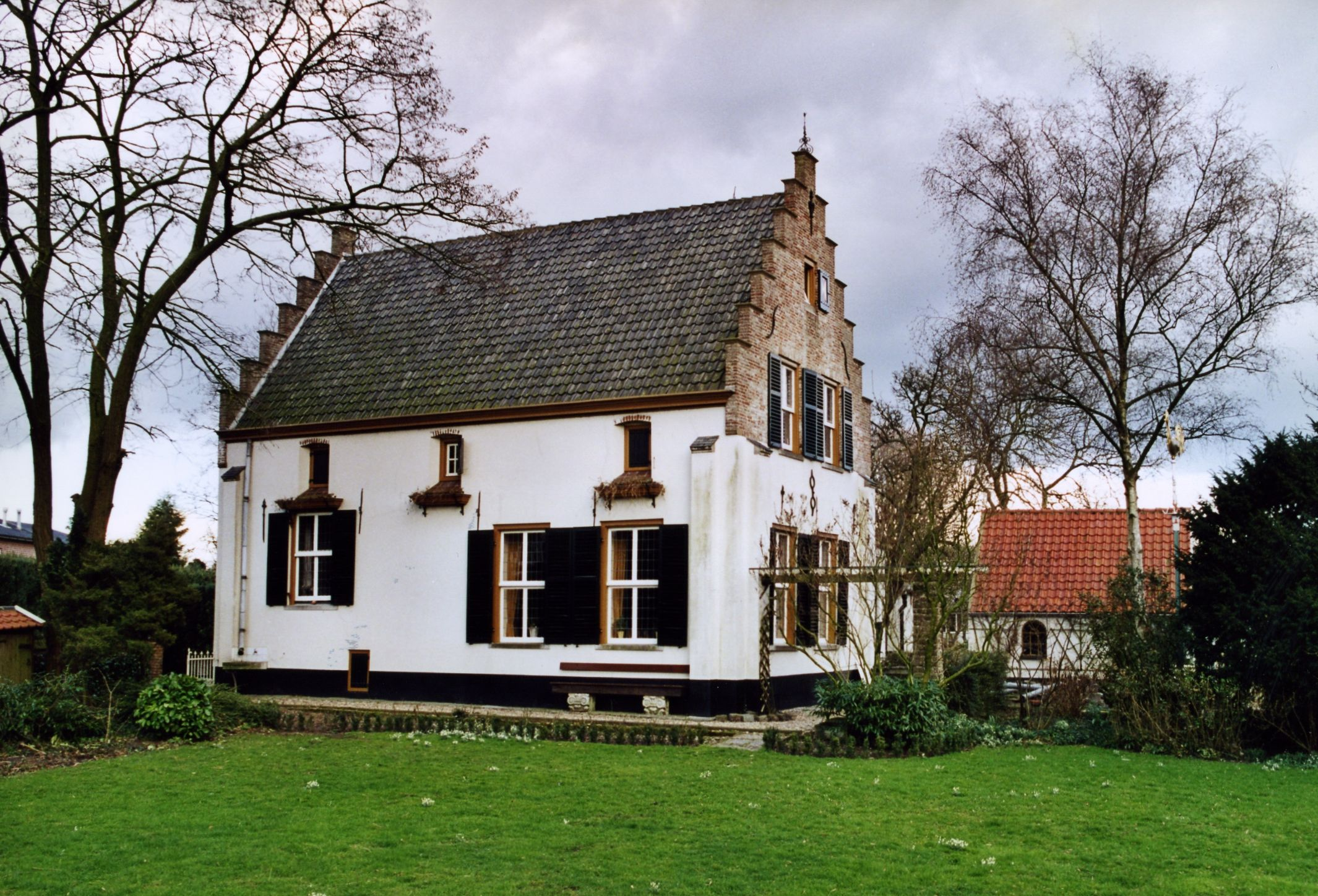
Huis Teisterbant, Kerkdriel
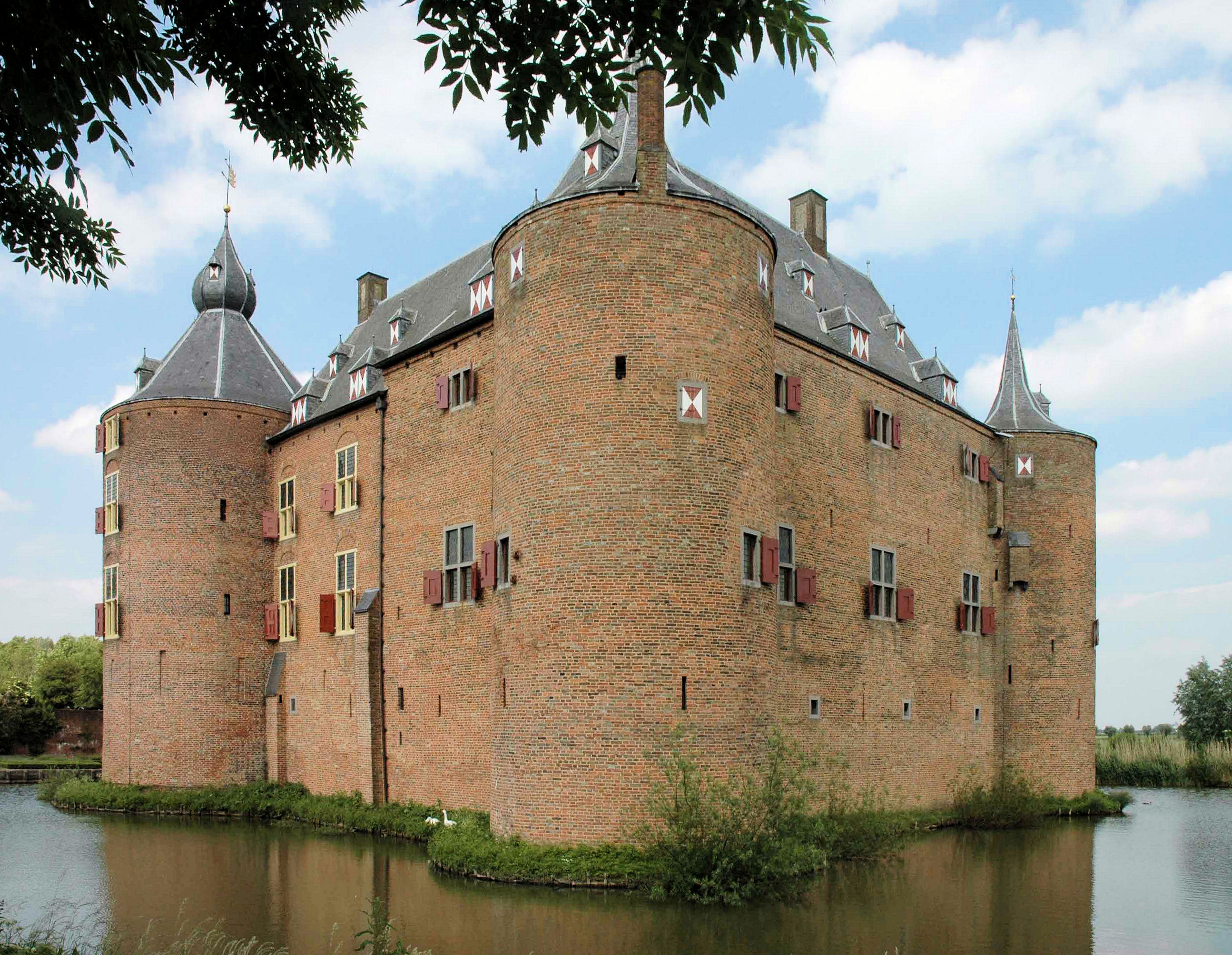
Kasteel Ammersoyen
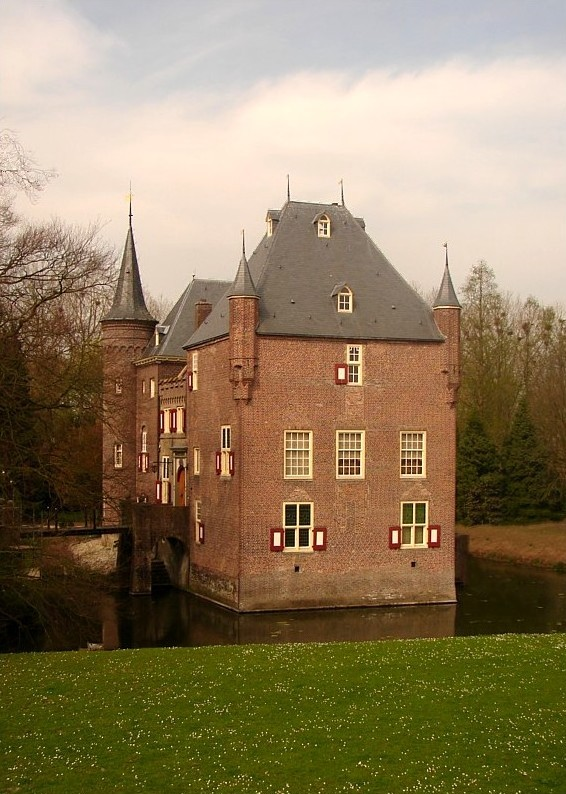
Slot van Well
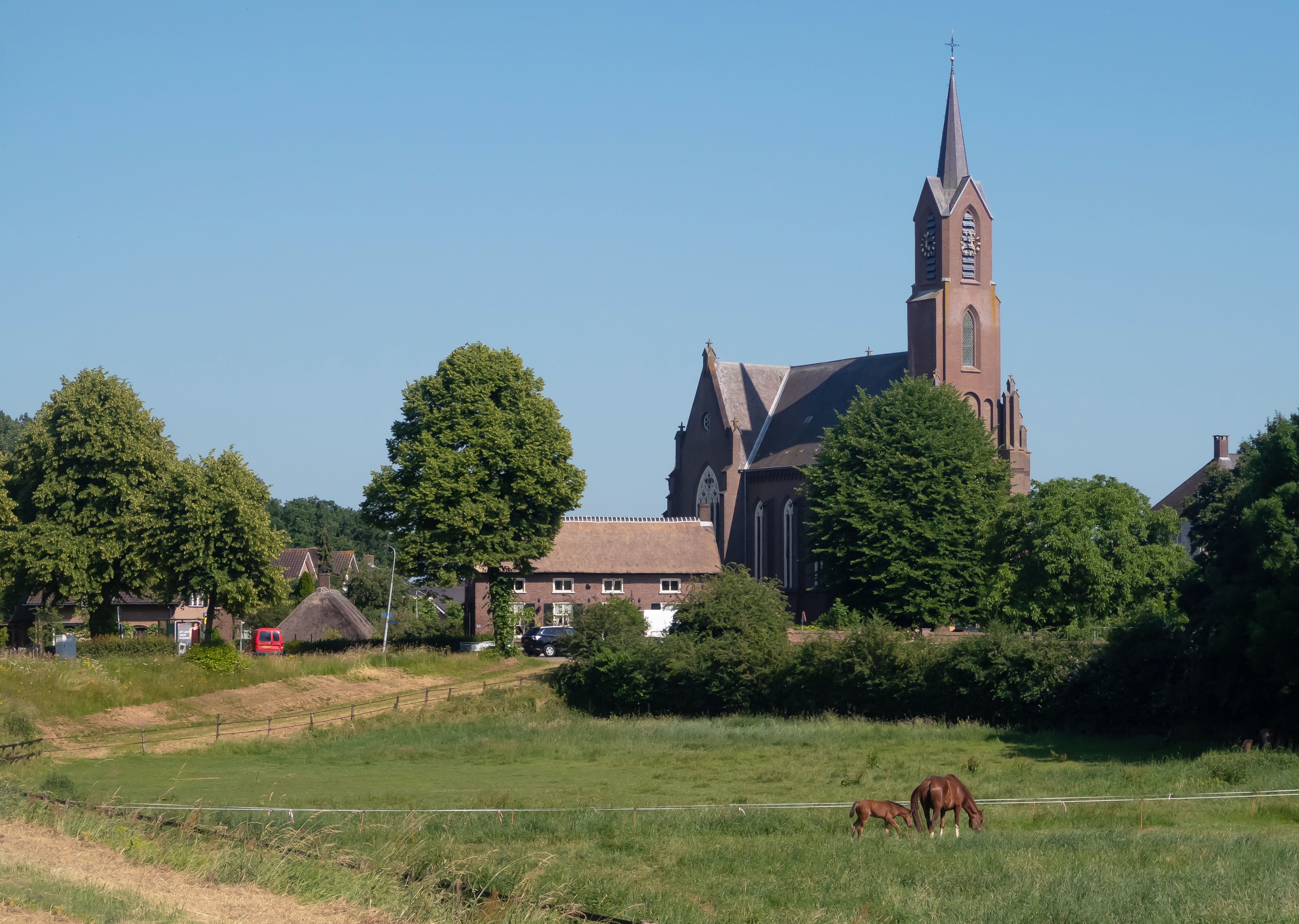
Sint-Hubertuskerk, Alem

## Bestuur
In januari 2011 kwam het bestuur van de gemeente Maasdriel in opspraak na een vernietigend rapport over de bestuurscultuur. Het rapport, opgesteld in opdracht van de provincie Gelderland, concludeerde bijvoorbeeld: 

De omgangsvormen zijn ruw, grof en onfatsoenlijk. Politiek gedrag staat vooral in dienst van het bereiken van politieke, niet-inhoudelijke, doelen. Voortdurend worden de grenzen van het toelaatbare opgezocht.

Als een van de mogelijke oplossingen werd het inzetten van een regeringscommissaris genoemd, die het college van burgemeester en wethouders en de gemeenteraad vervangt. Op 30 maart 2011 is het college van B&W van Maasdriel opgestapt. Eventuele samenwerking met gemeente Zaltbommel is niet uit te sluiten. Op 1 mei 2011 vertrok waarnemend burgemeester Arno Frankfort en nam Dick de Cloe het stokje over als waarnemend burgemeester. De Cloe is door commissaris van de Koningin Clemens Cornielje aangesteld met extra bevoegdheden. Zijn opdracht was om de gemeente Maasdriel een laatste kans te geven om schoon schip te maken. Als dit niet gebeurde, dan zou De Cloe mogelijk de status van regeringscommissaris krijgen.
Op dinsdag 11 oktober 2011 vertrok VVD-wethouder Sips nadat een deel van de VVD-fractie, zijn eigen partij, het vertrouwen in hem opzegde. Saillant detail is dat de wethouder dit moest vernemen uit andere kanalen dan rechtstreeks van zijn eigen fractie. De fractievoorzitter van dat moment (Frits van Endhoven) die ook niet gekend was in dit besluit van een deel van de fractie, besloot hierop de VVD-fractie te verlaten en ging zelfstandig door in de gemeenteraad onder de naam 'Liberaal Maasdriel'. Burgemeester De Cloe beschuldigde de 'afgeslankte' VVD-fractie van "abominabel gedrag". De Cloe beschuldigde de nieuwe VVD-fractievoorzitter (Ton van Rooij) van machtsmisbruik en het nastreven van zijn eigen belangen. De 'afgeslankte' VVD-fractie verbond echter geen consequenties aan deze zoveelste crisis, bleef verder als fractie ongewijzigd actief in de raad en weigerde verder commentaar te geven.
Van 1 januari 2013 tot en met 20 november 2014 was Gerd Prick de volgende waarnemend burgemeester van Maasdriel. Op 21 november 2014 kreeg de gemeente voor het eerst sinds 2010 weer een 'gewone' burgemeester: Henny van Kooten. Op 15 april 2023 is Van Kooten gestopt als burgemeester van Maasdriel. Op 1 juni 2023 werd Jaco Geurts waarnemend burgemeester van Maasdriel. Vanaf 15 maart 2024 werd Geurts enkele maanden waargenomen door André Baars. Sinds 17 juni 2024 is Antoine Walraven burgemeester van Maasdriel.

### Gemeenteraad
De gemeenteraad van Maasdriel bestaat sinds 2022 uit 21 zetels. Hieronder staat de samenstelling van de gemeenteraad sinds 1998:
| Samen Sterk Maasdriel      | 3  | 4  | 2  | 4  | 6  | 7  | 8  |
| CDA                        | 8  | 7  | 7  | 7  | 9  | 6  | 6  |
| VVD                        | 5  | 4  | 5  | 5  | 2  | 3  | 3  |
| GroenLinks                 | -  | 1  | 2  | 2  | 1  | -  | 2  |
| D66                        | -  | -  | -  | -  | -  | 1  | 1  |
| SGP                        | -  | -  | -  | -  | -  | -  | 1  |
| PvdA / GroenLinks          | -  | -  | -  | -  | -  | 2  | -  |
| PvdA                       | 2  | 2  | 3  | 1  | 1  | -  | -  |
| Gemeentebelangen Maasdriel | -  | 1  | -  | -  | -  | -  | -  |
| Totaal                     | 19 | 19 | 19 | 19 | 19 | 19 | 21 |

### College van B&W
De coalitie voor de periode 2022-2026 bestaat uit Samen Sterk Maasdriel (SSM) en CDA Maasdriel. Het college van burgemeester en wethouders bestaat naast de burgemeester en de gemeentesecretaris uit drie wethouders; twee van SSM en een van het CDA.
| College van burgemeester en wethouders | College van burgemeester en wethouders | College van burgemeester en wethouders                                                                           |
| -------------------------------------- | -------------------------------------- | --- |
| Burgemeester                           | Antoine Walraven (VVD)                 | Openbare Orde en Veiligheid, Bedrijfsvoering                                                                     |
| Wethouder                              | Michiel Alexander de Raaf (SSM)        | 1e loco burgemeester, Ruimtelijke ordening, Bouwen, Wonen, Omgevingswet, financiën, opvang Oekraïense ontheemden |
| Wethouder                              | Anita Sørensen (CDA)                   | 2e loco burgemeester, Zorg & Welzijn, Cultuur & Onderwijs, Werk & Inkomen                                        |
| Wethouder                              | Toine Nettenbreijers (SSM)             | 3e loco burgemeester, Beheer Openbare Ruimte, Verkeer & vervoer, Duurzaamheid, Grondzaken, Subsidie              |
| Wethouder                              | Bart Claassen (CDA)                    | 4e loco burgemeester, majeure projecten                                                                          |
| Gemeentesecretaris                     | Fred Baars                             | Gemeentesecretaris/algemeen directeur                                                                            |

## Aangrenzende gemeenten
| Aangrenzende gemeenten | Aangrenzende gemeenten | Aangrenzende gemeenten | Aangrenzende gemeenten | Aangrenzende gemeenten |
| ---------------------- | ---------------------- | ---------------------- | ---------------------- | ---------------------- |
|                        |                        | West Betuwe            |                        | West Maas en Waal      |
|                        |                        |                        |                        |                        |
| Zaltbommel             | Oss (NB)               |                        |                        |                        |
|                        |                        |                        |                        |                        |
| Heusden (NB)           |                        | 's-Hertogenbosch (NB)  |                        |                        |

## Religie
CBS rapport Maasdriel 2015:
| Geloof              | Percentage |
| ------------------- | ---------- |
| Niet kerkelijk      | 35,3%      |
| Rooms-katholiek     | 44,4%      |
| Nederlands Hervormd | 11,5%      |
| Gereformeerd        | 0,6%       |
| Protestant          | 3,5%       |
| Islam               | 2,5%       |
| Joods               | 0%         |
| Hindoe              | 0,4%       |
| Boeddhist           | 0,3%       |
| Anders              | 1,6%       |

## Monumenten en beelden
In de gemeente zijn er een aantal rijksmonumenten, gemeentelijke monumenten, en oorlogsmonumenten, zie:
- Lijst van rijksmonumenten in Maasdriel
- Lijst van gemeentelijke monumenten in Maasdriel
- Lijst van oorlogsmonumenten in Maasdriel
- Lijst van beelden in Maasdriel